# Дзуль Василь
 Василь Дзуль (*29 жовтня 1904, Тростянець, Долинський повіт, Королівство Галичини та Володимирії — †4 липня 1980, Чикаго, США) — український педагог, диригент, громадський діяч.

## Життєпис
Народився 29 жовтня 1904 року в селі Тростянець на Бойківщині. Здобувши у рідному селі початкову освіту в народній школі, далі чотири роки навчався у приватній гімназії ім. Маркіяна Шашкевича в Долині. Після раптового закриття закладу ще стільки ж часу доучувався в державній вчительській семінарії. Окрім того, закінчив у Львові однорічний економіко-торгівельний курс, а також Вищий музичний Інститут ім. Миколи Лисенка по класу вокалу, скрипки та диригентури.
Основним професійним заняттям Василя Дзуля було вчителювання в народних школах, що водночас не заважало йому реалізовувати себе на музичній стезі, у бібліотечній справі, фотографії та широкій громадській роботі. Зокрема, він багато зробив для повноцінного функціонування львівської централі руханково-пожежного товариства «Луг». Одночасно виконував там функції члена головної управи, виховника, бібліотекаря, адміністратора домівки, гімнастичного залу та спортивного майданчика. Особливе місце в послужному списку Василя Дзуля посідала робота зі створення хору й джазового оркестру «Лугу». Внесок Василя Дзуля в розвиток національної музичної культури Галичини міжвоєнної доби  полягав у тому, що він в регіоні одним із перших дав поштовх до виникнення власних національних аматорських колективів розважального жанру в українському середовищі. В організованому ним оркестрі робили свої перші кроки такі знані в майбутньому музиканти, як Леонід Яблонський, Василь Босий, Богдан Гірняк, Лев Гуменний, Володимир Цісик, Люба Соботів, Марина Левицька, Роза Смеречинська та багато інших тодішніх студентів й популяризаторів легкої музики.
Після Другої світової війни емігрував разом із родиною за океан. У Чикаго продовжив залишатися одним з ініціаторів та співучасників усіх конструктивних починань української спільноти. Був головою та членом Учительської громади, займався педагогічною діяльністю в школах українознавства, навчанням співу та організацією молодіжних хорів і ансамблів. Також долучався до співпраці в місцевому Бойківському Товаристві та церковних установах.
Помер 4 липня 1980 року. Похоронений на парафіяльному цвинтарі парафії св. Володимира й Ольги в Чикаго.